# Phyllonorycter sandraella
Phyllonorycter sandraella är en fjärilsart som först beskrevs av Paul A. Opler 1971.  Phyllonorycter sandraella ingår i släktet guldmalar, och familjen styltmalar. Inga underarter finns listade i Catalogue of Life.